# قيمة (رياضيات)
يشير مصطلح القيمة في الرياضيات إلى خرج دالة رياضية. في أبسط الأشكال في حال دالة رياضية أحادية العملية، يكون للدالة رياضية قيمة للخرج عند أي قيمة للدخل.
مثال: إذا كان لدينا التابع الرياضي {\displaystyle f} معرفة على الشكل التالي: {\displaystyle f(x)=2x^{2}-3x+1} من أجل أي عدد حقيقي {\displaystyle x}، مثلاً إذا كانت قيمة الدخل تساوي 3 فإن قيمة التابع تكون مساوية لـ 10 وذلك لأن ({\displaystyle 2\cdot 3^{2}-3\cdot 3+1=10}).
التابع السابق هو تابع حقيقي القيمة، وذلك كل القيم الممكنة للتابع هي أعداد حقيقية. ولكن هذا التابع ليس تابع أحادي الخرج، وذلك لأن قيم مختلفة لدخل التابع من الممكن أن تعطي قيم متماثلة للخرج.
في الحالة العامة، تمتلك التوابع عدة متحولات دخل، أو عدة قيم خرج.